# Волчок, Фёдор Яковлевич
Фёдор Яковлевич Волчок (1920, Толочин, Оршанский уезд — не ранее 1974) — советский инженер, сотрудник отечественного автопрома, лауреат Государственной премии СССР 1970 года.

## Биография
Родился в 1920 году в г. Толочин (сейчас — Витебская область).
Окончил ремесленное училище в городе Горький (1936) и вечернее отделение Минского автомеханического техникума (1956).
В 1938—1947 гг. работал на Горьковском автомобильном заводе, с 1940 г. сменный мастер.
С 1947 года на Минском автомобильном заводе: слесарь, начальник мерительного отделения, с 1967 г. начальник инструментально-штампового цеха, далее — начальник корпуса, начальник управления, директор производства.
Группа инженеров, в состав которой он входил, создала семейство автомобилей «МАЗ-500» — 45 разновидностей и модификаций, при максимальной унификации деталей и узлов (6 тысяч видов деталей на все, при том, что на один автомобиль их нужно около 5 тысяч). По основным показателям эти машины не уступали лучшим зарубежным образцам соответствующего класса, а по проходимости и скорости даже их превосходили.
Лауреат Государственной премии СССР 1970 года (в составе коллектива) — за создание конструкции унифицированного семейства высокопроизводительных большегрузных транспортных автомобилей, автопоездов и автосамосвалов МАЗ-500 и организацию их производства на МАЗе.
Награждён двумя орденами Трудового Красного Знамени (1966, 1974) и медалями.